# Laboratori Nazionali di Legnaro
Die Laboratori Nazionali di Legnaro (LNL) gehören zu den vier italienischen Forschungszentren des Istituto Nazionale di Fisica Nucleare (INFN).  Sie liegen am nördlichen Ende Legnaros in der Nähe von Padua, Italien. Zu den Forschungsschwerpunkten gehören Kernphysik, Teilchenphysik und Beschleunigertechnik sowie deren Anwendung. Sie haben ein Budget von ca. 20 Millionen Euro pro Jahr mit knapp 120 fest angestellten Mitarbeitern. Im Durchschnitt arbeiten ca. 250 Personen am Tag in den LNL, wobei viele von naheliegenden Universitäten oder Forschungseinrichtungen kommen.

## Geschichte

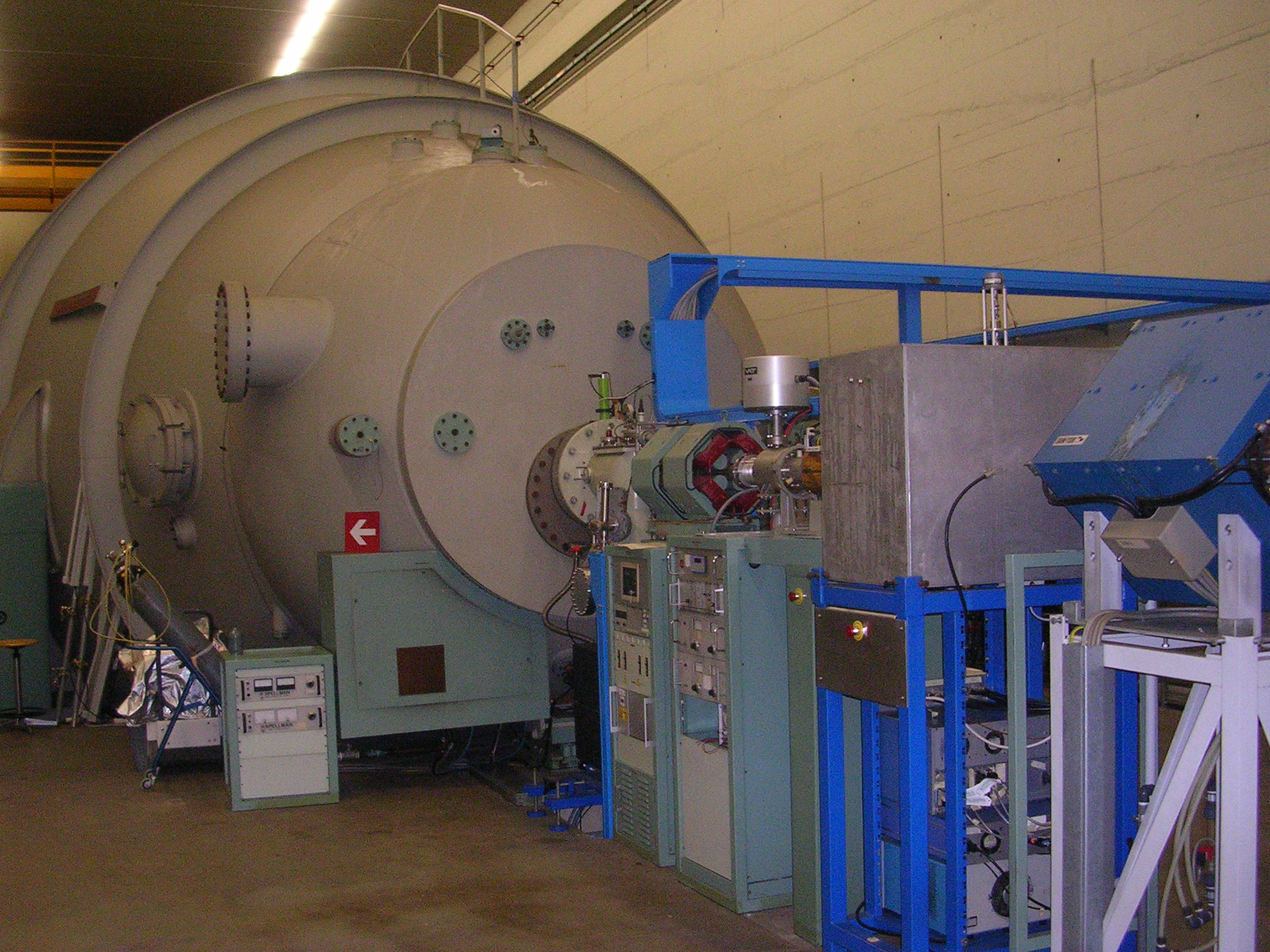
Druckbehälter des XTU Tandems

Die Laboratorien wurden 1960 von der Universität Padua gegründet und hatte am Anfang einen elektrostatischen Beschleuniger mit einer Maximalspannung von 7 MV. Später wurden zwei weitere elektrostatische Beschleuniger gekauft: AN 2000 (3 MV) und der XTU Tandem (16 MV). In den 1990er-Jahren wurde ein supraleitender Nachbeschleuniger ALPI nach dem Tandem gebaut. Nach Inbetriebnahme des Nachbeschleunigers wurde ein neuer Injektor zum ALPI gebaut, um Ionen, die nicht mit dem Tandem beschleunigt werden können, im ALPI zu nutzen.
Zurzeit wird ein Beschleuniger zur Erzeugung von radioaktiver Ionenstrahlen (SPES) gebaut.